# Powódź w Boże Narodzenie 1717 roku

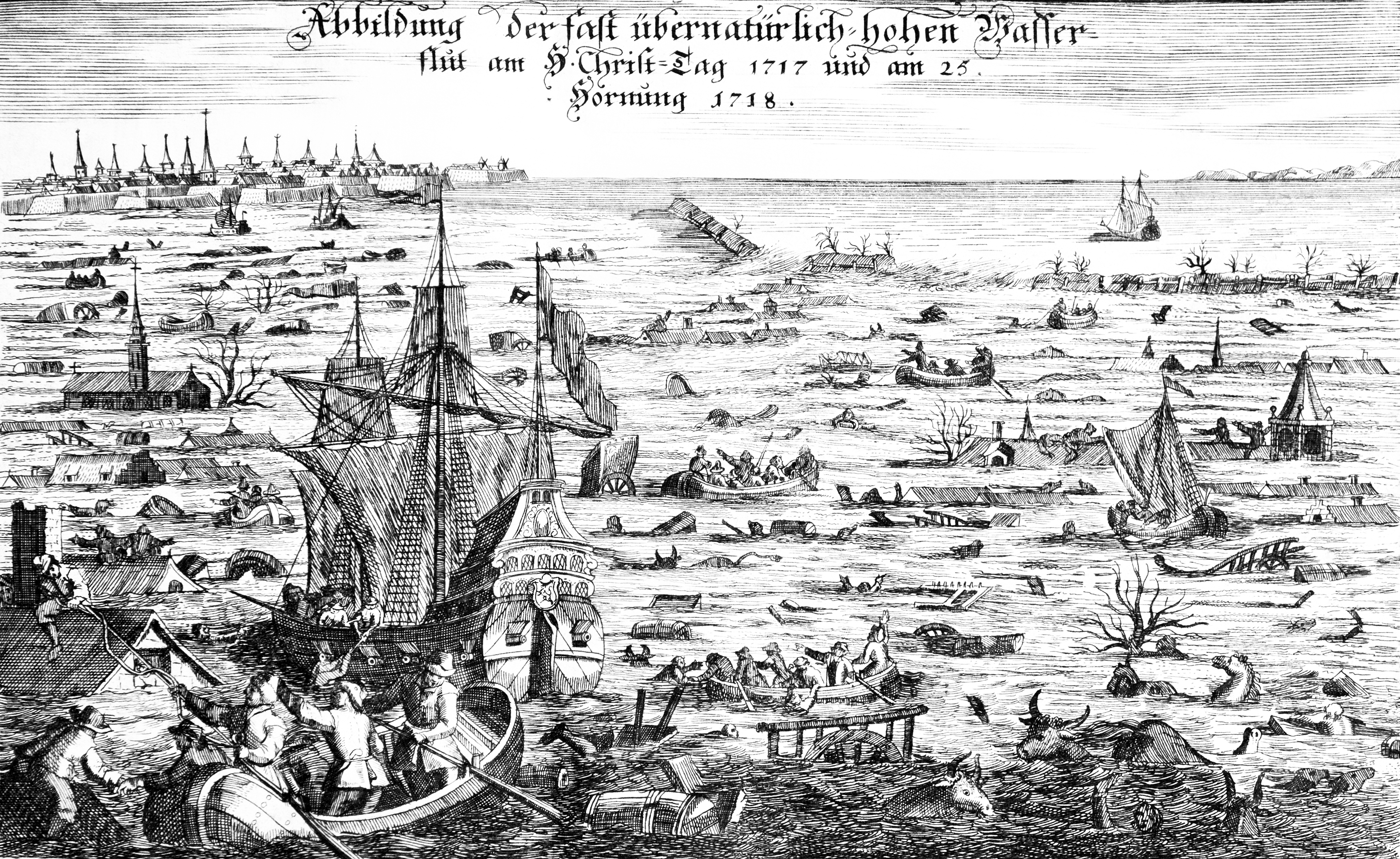

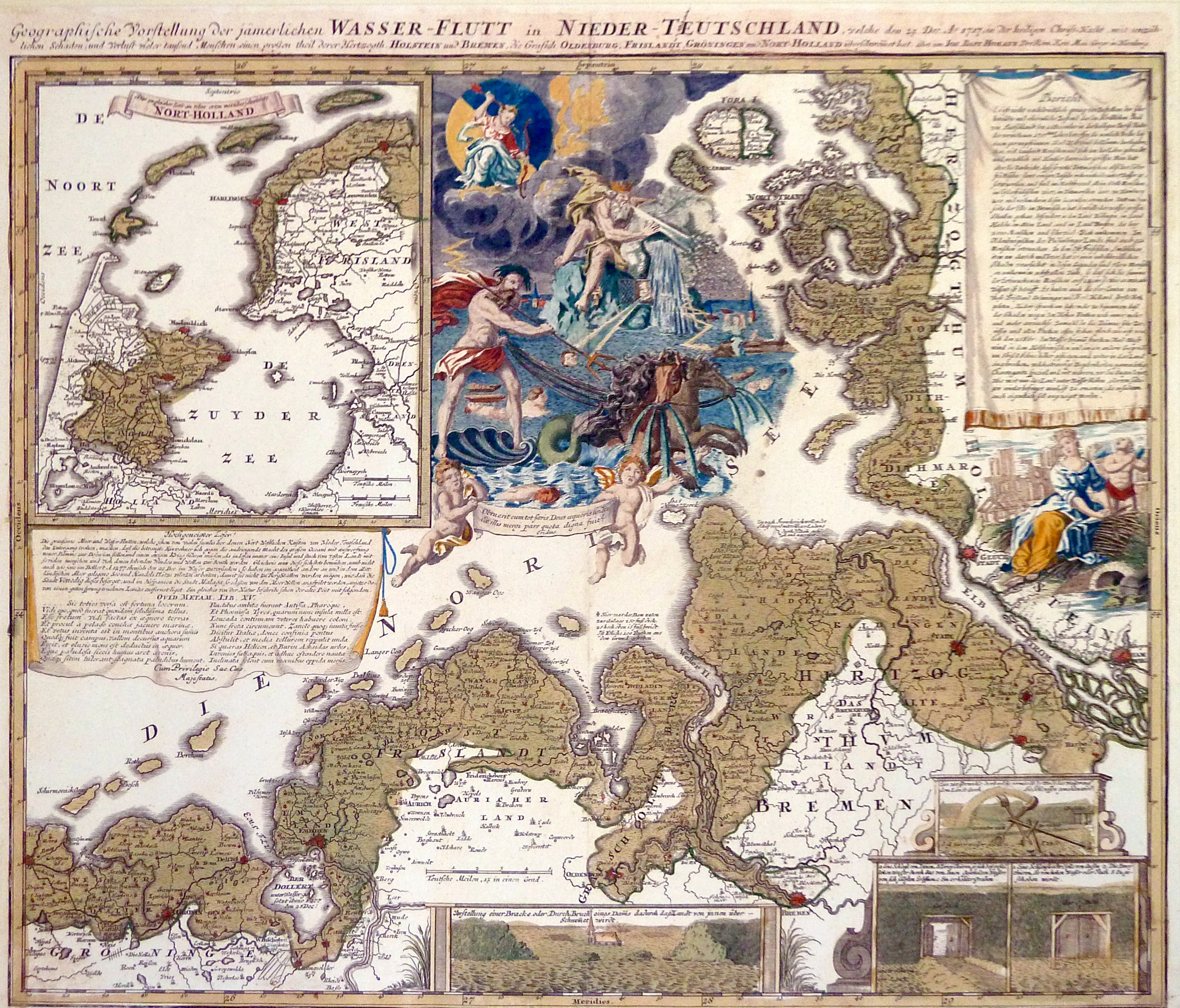
Mapa Johanna Homanna

Powódź w Boże Narodzenie 1717 (nid. Kerstvloed 1717; niem. Weihnachtsflut 1717) była wynikiem silnego sztormu, który od północnego zachodu uderzył w wybrzeża Holandii, Niemiec i Skandynawii w nocy z 24 na 25 grudnia 1717. W rezultacie powodzi utonęło ok. 14 000 osób. Była to ostatnia jak dotąd wielka powódź na północy Holandii. Woda wdarła się do Groningen, Zwolle, Dokkum, Amsterdamu i Haarlem. Wiele nadmorskich wiosek zostało całkowicie zniszczonych, jak te w zachodniej części Vlieland czy za groblami w prowincji Groningen.
Lokalne społeczności musiały się uporać z wyludnieniem, upadkiem ekonomii i nędzą. Żywioł nie oszczędził żadnego miejsca na wybrzeżu między Holandią a Danią. Wszystkie groble zostały przerwane, a woda wdarła się w głąb lądu, na równiny. Między Tøndern w Szlezwiku a  Emden we wschodniej Fryzji utonęło ok. 9000 osób. W Holandii było 2500 ofiar. Najbardziej zniszczone zostały rejony wokół Oldenburga, Jever, Kehdingen, oraz Fryzja Wschodnia. Butjadingen utraciło 30% populacji. We wszystkich miejscach dotkniętych powodzią zginęła znacząca część bydła. We Fryzji Wschodniej 900 domów zostało kompletnie zniszczonych. Zniszczenia w systemie grobli i śluz były potężne. Ci, którzy przeżyli, przez długi czas nie mieli wiadomości o losach zaginionych bliskich osób. Na przykład, z 284 osób zaginionych z Werdum we Wschodniej Fryzji, do 5 lutego 1718 odnaleziono jedynie 32. Rozmiary zniszczeń podczas mroźnej zimy 1717/1718 (2 dni po powodzi nadeszły ostre mrozy i śnieżyce) zwiększyła jeszcze kolejna powódź, jaka miała miejsce 25 i 26 lutego 1718.